# 22862 Janinedavis
22862 Janinedavis este un asteroid din centura principală de asteroizi.

## Descriere
22862 Janinedavis este un asteroid din centura principală de asteroizi. A fost descoperit pe 9 septembrie 1999 la Socorro, New Mexico, în cadrul proiectului LINEAR. Asteroidul prezintă o orbită caracterizată de o semiaxă mare de 2,27 ua, o excentricitate de 0,09 și o înclinație de 1,1° în raport cu ecliptica.